# Atentados de Taskent de 2004
Los atentados de Taskent de 2004 fueron una serie atentados suicidas realizados el 30 de abril en la ciudad Taskent, capital de Uzbekistán. Los tres atacantes tuvieron como objetivo las embajadas de Israel y de Estados Unidos y la Oficina del Fiscal General del país. Los ataques provocaron la muerte de dos guardias de seguridad uzbekos y nueve heridos por las explosiones.
Los atentados ocurrieron casi simultáneamente a las 5 p. m. Uno de los atacantes se hizo estallar en la entrada de la embajada israelí, matando a los dos guardias de seguridad que custodiaban el lugar. Una de las víctimas era el guardia personal del embajador de Israel. Siete personas resultaron heridas en el atentado a la Oficina del Fiscal General y otros dos heridos en la embajada estadounidense. Ningún ciudadano estadounidense o israelí resultó herido en los ataques.
Los atentados ocurrieron poco después de que quince supuestos miembros de Al-Qaeda fuesen llevados a juicio por realizar una serie de ataques terroristas en 2004, que provocaron la muerte de 47 personas (en su mayoría militares), y de conspirar para derrocar el gobierno de Uzbekistán.
La Unión de la Yihad Islámica confirmó su responsabilidad por los atentados. Se sospecha que Al-Qaeda y el Movimiento Islámico de Uzbekistán también estuvieron involucrados en los atentados.